# Siedliska (powiat miechowski)
Siedliska – wieś w Polsce położona w województwie małopolskim, w powiecie miechowskim, w gminie Miechów.
| SIMC    | Nazwa   | Rodzaj    |
| ------- | ------- | --------- |
| 0251794 | Parcela | część wsi |

W latach 1975–1998 miejscowość należała administracyjnie do województwa kieleckiego.
15 marca 1943 okupanci niemieccy zamordowali w Siedliskach pięcioosobową rodzinę Baranków oraz czterech ukrywanych przez nią Żydów. W 2012 roku polskie ofiary odznaczono pośmiertnie medalem „Sprawiedliwy wśród Narodów Świata”.

## Zabytki
Obiekty wpisane do rejestru zabytków nieruchomych województwa małopolskiego:
- kościół filialny pw. Świętego Krzyża,
  - cmentarz przykościelny.